# Maria-Magdalenen-Kirche (Dürrenzimmern)

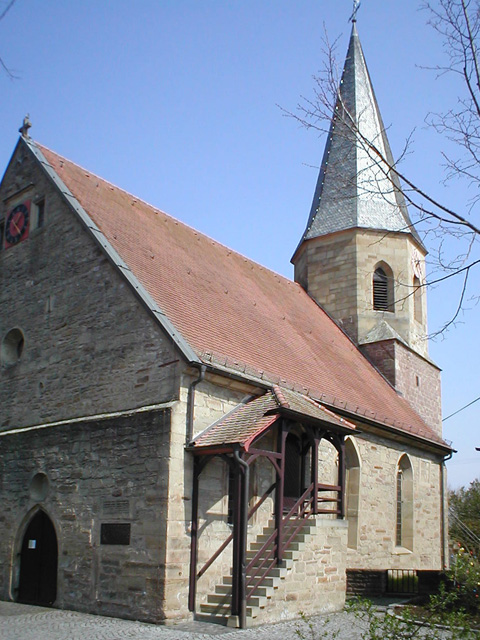
Maria-Magdalenen-Kirche in Dürrenzimmern

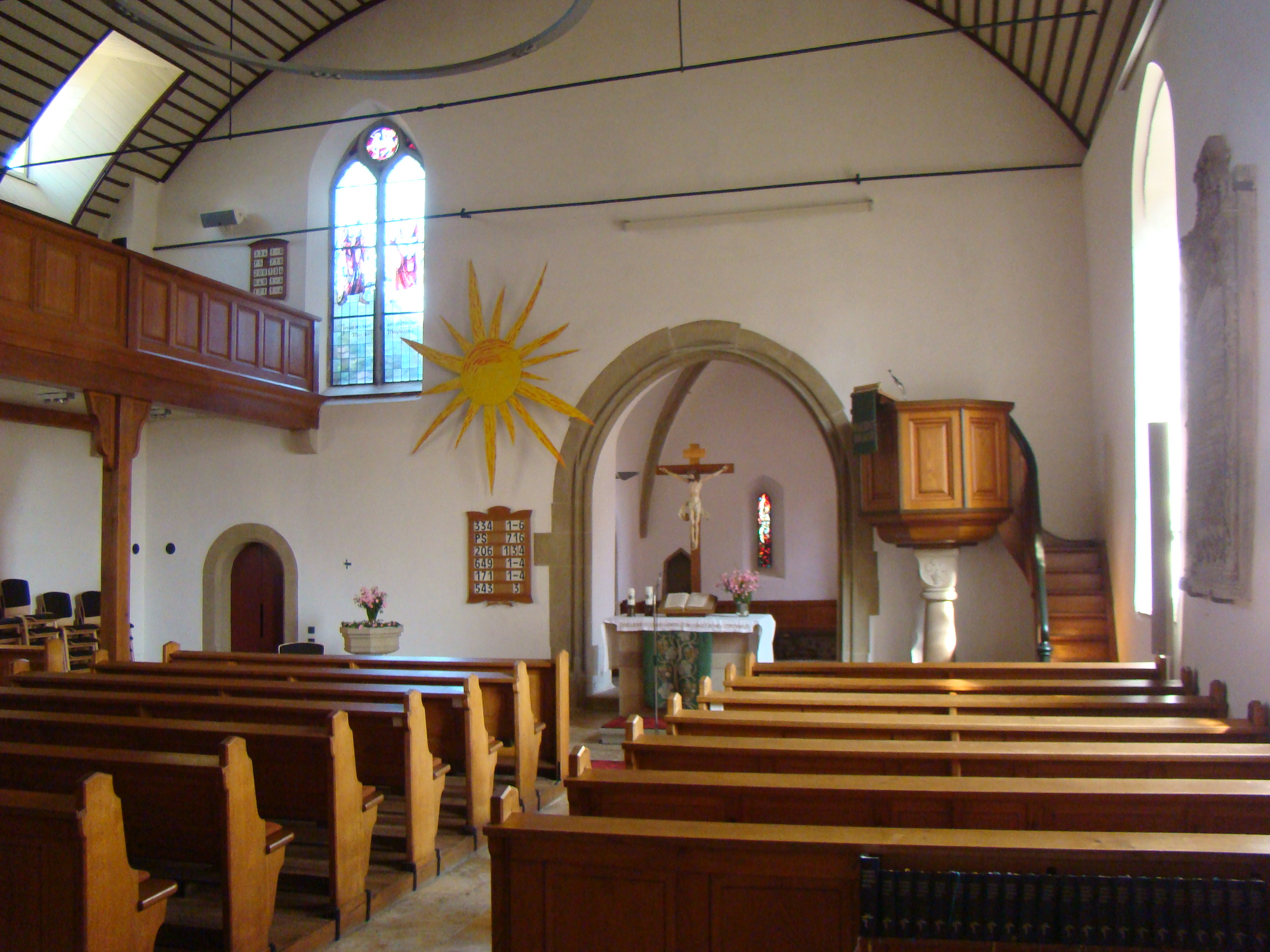
Blick zum Chor

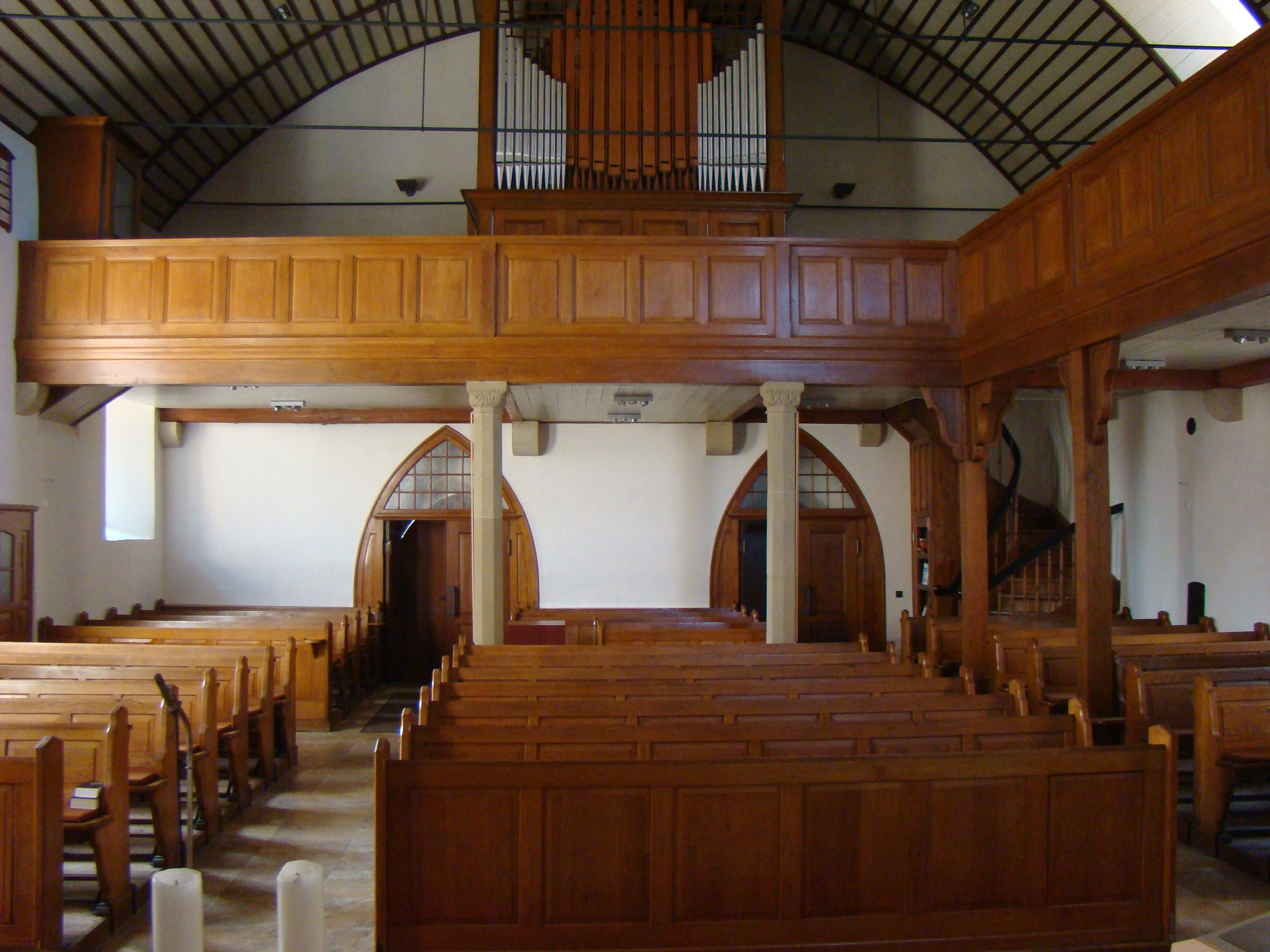
Blick zur Empore

Die Maria-Magdalenen-Kirche in Dürrenzimmern, einem Ortsteil von Brackenheim im Landkreis Heilbronn im nördlichen Baden-Württemberg, ist seit 1475 die Pfarrkirche des Ortes.

## Geschichte
Die Kirche geht auf eine mittelalterliche Liebfrauenkapelle zurück und war ursprünglich eine Filialkirche der Martinskirche in Meimsheim. Am 23. Oktober 1475 wurde die Kapelle durch den Bischof von Worms zur Pfarrkirche erhoben, gleichzeitig wechselte man das Patrozinium zu dem der Hl. Maria Magdalena. Nachdem man ursprünglich die Toten auch in Meimsheim bestattet hatte, wurde kurz nach der Gründung der Dürrenzimmerner Pfarrei auch der Friedhof des Ortes angelegt. Die Reformation wurde in Dürrenzimmern vermutlich 1534 vollzogen.
Der Chorturm der Kirche stammt noch aus der Zeit der frühen Gotik (ca. 12. Jhd.), während die Kirche wohl zu Beginn des 15. Jahrhunderts umfassend erneuert wurde. Das heutige Langhaus wurde um 1500 angebaut und 1620 nach Norden erweitert.
Im Jahr 1693 wurden während des Pfälzischen Erbfolgekriegs die beiden alten Glocken der Kirche durch marodierende französische Truppen gestohlen. Erst mehr als 30 Jahre später konnte sich die Gemeinde die Beschaffung einer neuen Glocke leisten. Die kleine Bronzeglocke von 1727 hat sich bis heute in der Kirche erhalten.
1891 erwarb die Gemeinde eine zuvor in der Heilbronner Kilianskirche aufgestellte Orgel, die 1865 bei Schäfer in Heilbronn gebaut worden war.
Kurz vor Ende des Zweiten Weltkriegs wurde die Kirche am 2. April 1945 durch Fliegerbomben schwer beschädigt, jedoch rasch wiederhergestellt und als erste wiederaufgebaute Kirche in Württemberg am 12. Oktober 1947 wieder eingeweiht. Für seine Verdienste um den Wiederaufbau wurde der örtliche Pfarrer Ernst Gottlieb Lauk (1884–1961) im Jahr 1948 zum Ehrenbürger der Gemeinde Dürrenzimmern ernannt.

## Beschreibung

### Architektur
Die Maria-Magdalenen-Kirche ist ein einschiffiger Saalbau mit nach Osten ausgerichtetem Chorturm, der sich über dem quadratischen Stumpf zu einem gemauerten achteckigen Aufsatz verjüngt. Der Chor im Turmsockel ist von einem Kreuzrippengewölbe überspannt, nach Osten weist er ein schmales frühgotisches Spitzbogenfenster auf, nach Süden ein Maßwerkfenster aus der Zeit der späten Gotik, das wohl beim Umbau um 1500 eingebrochen wurde. Das von einem Tonnengewölbe überspannte Langhaus weist im Süden und Westen ebenfalls spätgotische Fenster auf.
Neben dem linken Portal hat sich ein Stein mit der Darstellung von Kreuzigungswerkzeugen und der Jahreszahl 1407 erhalten, der mit als Indiz für die Erneuerung der Kirche im frühen 15. Jahrhundert gilt. Das Langhaus ist mit einer übertünchten und nicht mehr zweifelsfrei deutbaren Inschrift in der Nordwand auf (wahrscheinlich) 1504 datiert. Neben dem rechten Portal berichtet ein Inschriftenstein von der Kirchenerweiterung des Jahres 1620.

### Ausstattung
Das Fensterbild im Chor zeigt Michael im Kampf mit dem Drachen. Das Glasfenster in der Ostwand wurde 1954 von dem Stuttgarter Künstler Hans Kassuba gestaltet und zeigt die Erscheinung Christi vor der Kirchenpatronin Maria Magdalena.
An der Nordwand wurde das Grabmal des Pastors Philipp Jacb Niethammer († 1771) angebracht.

### Glocken
Nachdem die alten Glocken der Kirche 1693 von Franzosen geraubt worden waren, konnte erst 1727, nach der zeitweiligen Verwendung eines „Sturmglöckleins“ wieder eine neue Glocke beschafft werden. Diese heute noch erhaltene Bronzeglocke hat den Nominalton cis‘‘, einen Durchmesser von 72,4 cm und ein Gewicht von 204 kg. Sie ist beschriftet mit den Namen von örtlichen Honoratioren und mit dem Jahr des Gusses 1727. Das Geläut wurde dann 1767 um eine größere, bei Georg Peter Becker in Stuttgart gegossene Glocke ergänzt. Diese Glocke hatte den Nominalton g‘, einen Durchmesser von 91,5 cm und ein Gewicht von 375 kg. Ihre Inschrift bezeichnete den Gießer und das Jahr des Gusses. Die Glocke von 1767 musste im Ersten Weltkrieg abgeliefert werden, woraufhin die Gemeinde 1921 zwei Ersatzglocken aus Klangstahl von der Gießerei Schilling & Lattermann aus Apolda beschaffte. Die größere der Stahlglocken hatte den Nominalton f‘, einen Durchmesser von 138,5 cm und ein Gewicht von 1000 kg. Die kleinere Stahlglocke hatte den Nominalton a‘, einen Durchmesser von 110,5 cm und ein Gewicht von 500 kg. Im Zweiten Weltkrieg musste die kleine Bronzeglocke von 1727 abgeliefert werden. Die beiden Klangstahlglocken haben den Einsturz des Kirchturms 1945 überstanden, da sie von ebenfalls herabstürzendem Gebälk schützend abgedeckt wurden. Die Klangstahlglocken kamen daher beim Wiederaufbau 1947 wieder zurück in den Glockenstuhl. 1948 wurde schließlich die alte Glocke von 1727 auf einem Schrottplatz wiederaufgefunden und der Kirche zurückerstattet. 1984 hat man die Stahlglocken aus Apolda ausgemustert. Sie wurden daraufhin in Dürrenzimmern und Brackenheim als Denkmale aufgestellt. An ihre Stelle traten drei 1984 bei der Glockengießerei Bachert in Bad Friedrichshall gegossene Bronzeglocken, die seitdem mit der im selben Jahr runderneuerten alten Glocke von 1727 das Geläut der Kirche bilden. Die 1984 gegossene Betglocke hat den Nominalton fis‘, einen Durchmesser von 113 cm und ein Gewicht von 928 kg. Die Kreuz- und Schiedglocke hat den Nominalton gis‘, einen Durchmesser von 101 cm und ein Gewicht von 671 kg. Die Zeichenglocke schließlich hat den Nominalton ais‘, einen Durchmesser von 84 cm und ein Gewicht von 447 kg. Alle drei 1984 gegossenen Glocken sind mit Bibelzitaten sowie der Beischrift DÜRRENZIMMERN-BRACKENHEIM 1984 beschriftet. Sie tragen außerdem jeweils christliche Symbole (Abendmahlskelch mit Bibel, Offenes Grab Christi, Christuskreuz mit Alpha und Omega).